# Cowboy

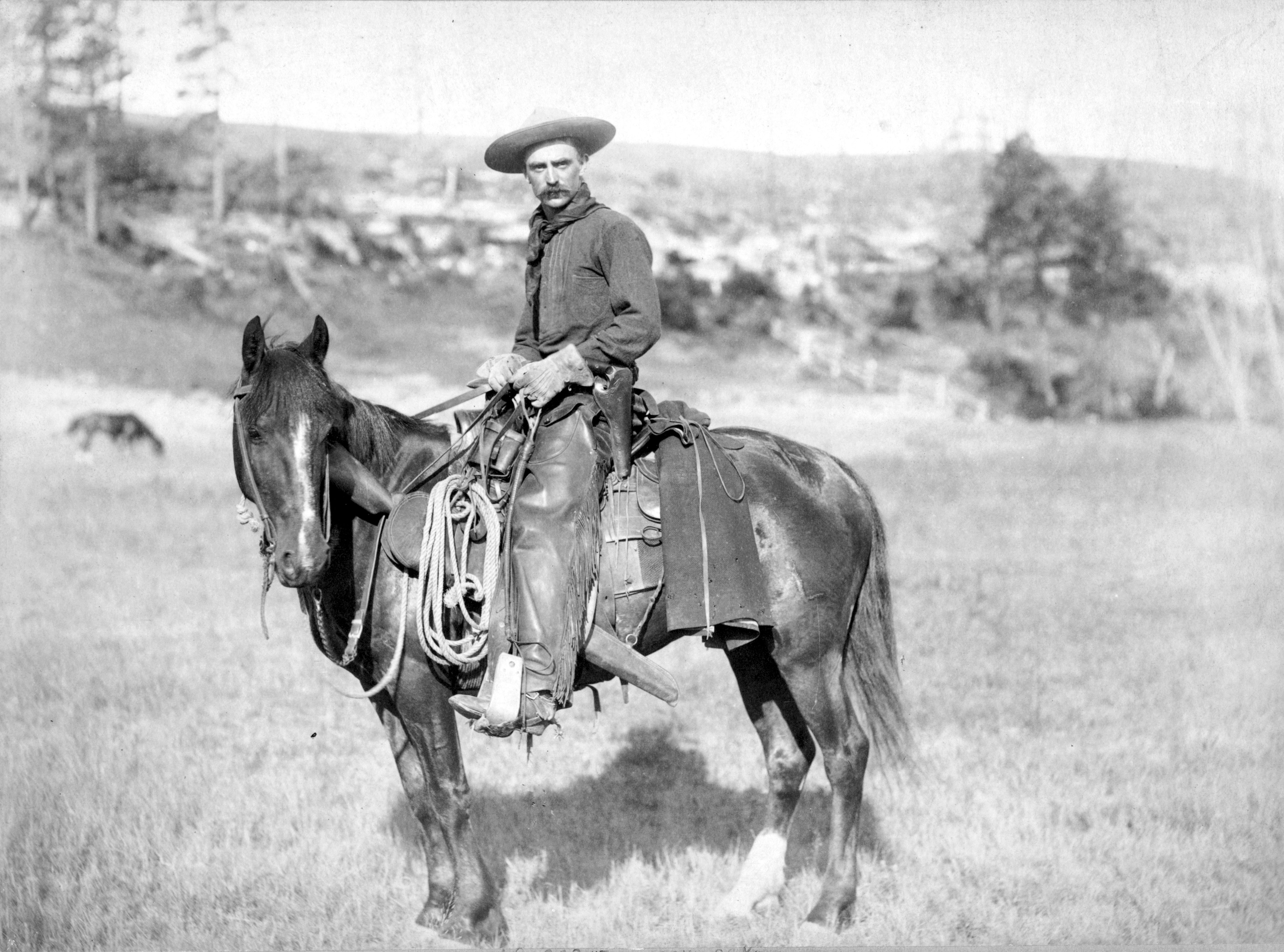
Cowboy, 1887

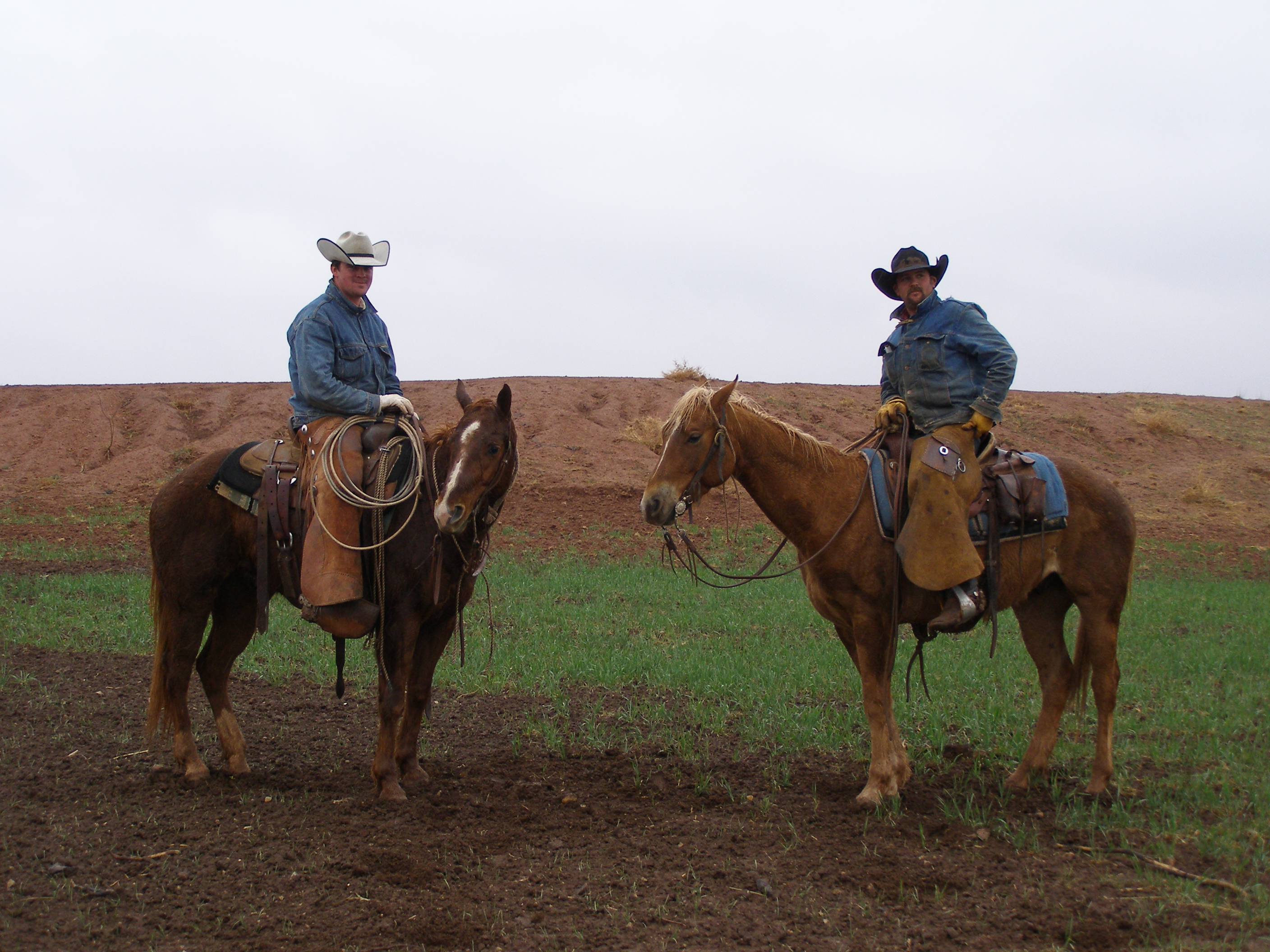
Cowboys, 2006

En cowboy (uttal: ['kaubɔi]) är en manlig, beriden boskapsskötare i Nordamerika. En modern kvinnlig motsvarighet är cowgirl. De förknippas framför allt med USA:s 1800-talshistoria, och är vanliga i berättelserna om Vilda västern.

## Historik

### Bakgrund
Cowboykulturen med sin utrustning, terminologi, boskap och hästar kom till USA från Mexiko, som ursprungligen fått det från Spanien. På spanska är den historiska termen vaquero (efter vaca, 'ko') eller ibland i Mexiko, charro. I Paraguay och Argentina heter det gaucho och i Chile huaso. Den mexikanska och sydamerikanska yrkesrollen började förekomma under 1600-talet.

### Yrkesroll
Cowboys som yrkesarbetare är framför allt kopplade till perioden mellan 1865 och 1900 och till de stora slätterna i västra och sydvästra USA. Denna period och dess boskapsskötare har genom västernböcker och -filmer kommit att romantiseras, men verklighetens cowboys hade en slitsam, enformig och lågavlönad vardag med många risker.
Cowboysen hade i uppdrag att hålla ordning på de stora boskapshjordarna som strövade fritt på slätterna. De skulle brännmärka kalvar och driva boskapen till järnvägsstationer och slakterier.
Cirka 15 procent av alla boskapsskötare i USA var afroamerikaner. Cirka 15 procent var mexikaner.[källa behövs]

### Senare historia
Framemot 1900 minskade behovet av cowboys avsevärt. En huvudorsak var det utbyggda järnvägsnätet, vilket minskade behovet av att driva boskapshjordar långa sträckor till avsalu och slakt.

## Klädedräkt
Bland kläddetaljerna ingår (ingick) oftast en neckerchief (ung. snusnäsduk), knuten runt halsen utom när man kunde behöva skydda ansiktet exempelvis mot vind och sand. Vanligtvis ingår även en hatt. I västernfilmer bärs ofta bredbrättade stetsonhattar. I verkligheten förekom andra hattar och mössor bland cowboyer i slutet av 1800-talet, särskilt plommonstop.